# Hualin Qian
Hualin Qian 钱华林 est un informaticien chinois, responsable de nombreux grands projets liés à l'Internet en Chine. Il est intronisé au Temple de la renommée d'Internet en 2014, dans la catégorie des innovateurs,,.

## Innovations
Hualin Qian a été chercheur invité à l'Georgia Institute of Technology aux États-Unis de 1980 à 1982.
Hualin Qian a dirigé l'équipe qui a achevé la connexion Internet initiale de la Chine aux États-Unis en 1994. La même année, son équipe a terminé la construction du domaine de premier niveau de la Chine, .cn, et a servi de contacts techniques et administratifs pour ce ccTLD.
En 1984, son équipe a développé le premier réseau X.25 en Chine, et le premier système de Data/Voice/FAX basé sur ordinateur en Chine en 1986. Qian a également été concepteur en chef du réseau informatique et du système d'application sportive pour les Jeux asiatiques de 1990.

## Développements
Depuis 2002, il siège dans un comité d'experts organisé encourageant le déploiement d'IPv6 en Chine. Depuis 2007, il fait partie d'un groupe d'experts qui suit les projets de recherche fondamentale appuyés par le Ministère de la science et de la technologie. Il est également membre du comité de rédaction pour les revues informatiques et de réseaux-technologies.

## Responsabilités
Qian est vice-président de l’Internet Society Chine, membre exécutif de l’APNIC, administrateur de l’APTLD, et éditeur pour plusieurs revues en réseau et informatique.
Il a siégé au conseil d’administration d’ICANN (Internet Corporation for Assigned Names and Numbers) de 2003 à 2006.
Qian est scientifique en chef au Centre d'information sur les réseaux (CNNIC) de l'Académie chinoise des sciences et est membre du comité directeur du China Internet Network Information Center (CNNIC).